# ReLIFE
《ReLIFE》(리라이프)는 야요이소우가 comico에서 연재하는 일본의 웹툰이다. 2014년에는 comico 작품 중에서 처음으로 단행본화되었고, 15권까지 간행되었다. 2016년 7월부터 9월까지 텔레비전 애니메이션이 방영되었다.
수험과 취직을 계속해서 실패하고 니트가 된 주인공이 사회복귀 실험으로써 고교 생활을 다시 하는 모습을 코미컬하게 그린다.

## 단행본
1. 2014년 8월 12일 발매[3] ISBN 978-4-8030-0595-0
2. 2014년 11월 12일 발매[4] ISBN 978-4-8030-0619-3
3. 2015년 3월 28일 발매[5] ISBN 978-4-8030-0690-2
4. 2015년 8월 12일 발매[6] ISBN 978-4-8030-0757-2
5. 2016년 2월 12일 발매[7] ISBN 978-4-8030-0861-6

## 텔레비전 애니메이션
2016년 7월부터 9월까지 TOKYO MX, BS11, 도치기 TV, 군마 TV에서 방송되었다. 2월 8일에 주인공인 카이자키와 히로인인 히시로를 담당하는 성우가 발표되었다. 또, 2월 12일에 발매된 단행본 5권의 권말에서 제작진도 공개되었다. 기타 제작진 및 성우진은 3월 26, 27일에 개최된 「AnimeJapan2016」에서, 추가 성우진은 4월 25일에 실시된 니코니코 생방송에서 발표되었다.
2018년 3월부터 완결편 전 4화를 수록된 Blu-ray / DVD가 발매예정.

### 주제가
오프닝 테마 「ボタン」(버튼)
작사・작곡 - 호리에 쇼타 / 편곡 - 호리에 쇼타, PENGUIN RESEARCH / 노래 - PENGUIN RESEARCH
제13화에서는 ED 테마로 사용되었다.
엔딩 테마
매화 다른 곡이 사용된다.

### 각화 리스트
| 화수      | 원어 부제                 | 번역 부제                  | 시나리오                   | 그림 콘티                 | 연출                       | 작화감독                                                                  |
| --------- | ------------------------- | -------------------------- | -------------------------- | ------------------------- | -------------------------- | ------------------------------------------------------------------------- |
| report 1  | 海崎新太(27)無職          | 카이자키 아라타(27) 무직   | 요코테 미치코 (横手美智子) | 코사카 사토루 (小坂知)    | 소에타 카즈히로            | 키타야마 슈이치(北山修一) 쿠도 유카(工藤裕加) 나카지마 리에(中島里恵)     |
| report 2  | コミュニケーション能力0点 | 커뮤니케이션 능력 0점      | 요코테 미치코 (横手美智子) | 세키 아키코(関暁子)       | 세키 아키코(関暁子)        | 코지마 에리나(小嶌エリナ)                                                 |
| report 3  | オッサンなんですから      | 아저씨니까요               | 요코테 미치코 (横手美智子) | 츠지 하츠키 (辻初樹)      | 오쿠노 히로유키 (奥野浩行) | 시마다 히데아키 마츠시타 키요시(松下清志) 후지오카 마키(藤岡真紀)         |
| report 4  | 墜ちる                    | 떨어진다                   | 요코테 미치코 (横手美智子) | 비젠 카츠히코(備前克彦)   | 비젠 카츠히코(備前克彦)    | 와타나베 케이코(渡邉慶子) 모리 아야코(森亜弥子)                           |
| report 5  | オーバーラップ            | 오버랩                     | 요코테 미치코 (横手美智子) | 타카하시 토오루(高橋亨)   | 타카하시 토오루(高橋亨)    | 쿠도 유카                                                                 |
| report 6  | 初めましてじゃないんだよ  | 처음 뵙겠습니다가 아니라구 | 요코테 미치코 (横手美智子) | 사노 타카시 (佐野隆志)    | 칸바루 토시아키 (神原敏昭) | 하마구치 쇼헤이(濱口頌平) 히지카타 유키(土方友希)                         |
| report 7  | 被験者001→002             | 피험자 001→002             | 효도 카즈호 (兵頭一歩)     | 세키 아키코               | 세키 아키코                | 코지마 에리나                                                             |
| report 8  | 亀裂                      | 균열                       | 효도 카즈호 (兵頭一歩)     | 츠지 하츠키               | 나카타 마코토 (中田誠)     | 시마다 히데아키 호소카와 슈헤이(細川修平)                                 |
| report 9  | リベンジ                  | 리벤지                     | 효도 카즈호 (兵頭一歩)     | 야마다 히로카즈(山田弘和) | 야마다 히로카즈(山田弘和)  | 마치다 신이치(町田真一) 요시다 타카히코(吉田隆彦) 마지마 지로(真島ジロウ) |
| report 10 | みんなのワガママ          | 모두가 제멋대로            | 효도 카즈호 (兵頭一歩)     | 비젠 카츠히코             | 비젠 카츠히코              | 와타나베 케이코 모리 아야코 이케우치 나오코(池内直子)                     |
| report 11 | 過去トリップ              | 과거 트립                  | 요코테 미치코              | 소에타 카즈히로           | 나카타 마코토              | 이시다 케이이치(石田啓一) 코바야시 유카리(小林ゆかり)                     |
| report 12 | ダブルパニック            | 더블 패닉                  | 효도 카즈호                | 세키 아키코               | 세키 아키코                | 와타나베 케이코 모리 아야코 코지마 에리나                                 |
| report 13 | 告白                      | 고백                       | 효도 카즈호                | 타카하시 토오루           | 타카하시 토오루            | 요시다 타카히코 마치다 신이치 쿠도 유카                                   |

### BD / DVD
| 권 | 발매일                | 수록화          | 규격품번      | 규격품번      |
| 권 | 발매일                | 수록화          | BD 한정판     | DVD 한정판    |
| -- | --------------------- | --------------- | ------------- | ------------- |
| 1  | 2016년 8월 24일       | 제1화           | ANZX-12461/2  | ANZB-12461/2  |
| 2  | 2016년 9월 28일       | 제2화 - 제3화   | ANZX-12463/4  | ANZB-12463/4  |
| 3  | 2016년 10월 26일      | 제4화 - 제5화   | ANZX-12465/6  | ANZB-12465/6  |
| 4  | 2016년 11월 23일 예정 | 제6화 - 제7화   | ANZX-12467/8  | ANZB-12467/8  |
| 5  | 2016년 12월 21일 예정 | 제8화 - 제9화   | ANZX-12469/70 | ANZB-12469/70 |
| 6  | 2017년 1월 25일 예정  | 제10화 - 제11화 | ANZX-12471/2  | ANZB-12471/2  |
| 7  | 2017년 2월 22일 예정  | 제12화 - 제13화 | ANZX-12473/4  | ANZB-12473/4  |

## 영화
2017년 4월 15일에 쇼치쿠 배급으로 개봉 예정이다. 감독은 후루사와 타케시. 주연은 나카가와 타이시와 타이라 유나.

### 스태프
- 원작 - 야요이소우「ReLIFE」 (NHN PlayArt 발간)
- 감독 - 후루사와 타케시

### 캐스트
- 카이자키 아라타 - 나카가와 타이시
- 히시로 치즈루 - 타이라 유나
- 오오가 카즈오미 - 타카스기 마히로
- 카리우 레나 - 이케다 에라이자
- 오노야 안 - 오카자키 사에
- 요아케 료 - 치바 유다이

## 일본어 이외에서의 전개
본작은 본래 일본어로 된 작품이지만, 일본어 이외의 언어로도 연재되고 있다.
한국어
2014년 10월 9일부터 한국판 comico에서 《리라이프 -Relife-》가 연재되고 있다.
중국어 (정체자・타이완)
2014년 6월 27일부터 대만판 comico에서 《ReLIFE 重返17歲》가 연재되고 있다.
영어
2015년 12월 21일부터 Crunchyroll에서 《ReLIFE》가 게재되고 있다.